# 24 Scorpii
Désignations
24 Scorpii (en abrégé 24 Sco) est une étoile géante de la constellation zodiacale d'Ophiuchus. Elle est visible à l'œil nu avec une magnitude apparente de 4,91. Située près de l'écliptique, elle peut être occultée par la Lune. D'après la mesure de sa parallaxe annuelle par le satellite Gaia, l'étoile est distante d'environ ∼ 385 a.l. (∼ 118 pc) de la Terre. Elle s'en rapproche à une vitesse radiale héliocentrique de −26,6 km/s.

## Nomenclature
24 Scorpii est la désignation de Flamsteed de l'étoile. Elle porte également les désignations de HD 150416 dans le catalogue Henry Draper ainsi que de HR 6196 dans le Bright Star Catalogue.
À l'origine placée dans la constellation voisine du Scorpion par John Flamsteed (d'où sa désignation), l'étoile s'est retrouvée dans les limites d'Ophiuchus lorsque les frontières des constellations ont été formellement définies.

## Propriétés
24 Scorpii est classée comme une géante lumineuse jaune de type spectral G7,5II ou comme un objet intermédiaire entre une géante lumineuse et une géante ordinaire, de type spectral G7,5II-IIICN1Ba0,5. L'étoile est associée à la faible nébuleuse par réflexion vdB 109, mais cette proximité apparente ne pourrait être qu'une coïncidence. La notation « CN1Ba0,5 » dans le suffixe du type spectral indique qu'il s'agit d'une étoile à CN ainsi que d'une étoile à baryum très légère, mais ce renforcement apparent des raies du baryum pourrait être un simple effet du à la luminosité élevée de l'étoile, et non à une véritable anomalie.
24 Scorpii est probablement une étoile de la branche horizontale, qui génèrerait son énergie par la fusion de l'hélium dans son noyau, mais il y a également une probabilité de 13 % qu'elle soit plutôt sur la branche des géantes rouges. Elle est estimée être 2,5 fois plus massive que le Soleil et être âgée de 692 millions d'années. Le rayon de l'étoile est 22 fois plus grand que le rayon solaire, elle est 208 fois plus lumineuse que le Soleil et sa température de surface est de 4 667 K.